# Muzoa simplex
Muzoa simplex är en kackerlacksart som beskrevs av Morgan Hebard 1921. Muzoa simplex ingår i släktet Muzoa och familjen småkackerlackor.
Artens utbredningsområde är Colombia. Inga underarter finns listade i Catalogue of Life.